# Pinus luchuensis
Pinus luchuensis là một loài thực vật hạt trần trong họ Thông. Loài này được Mayr miêu tả khoa học đầu tiên năm 1894.